# Eugène Ulrix
Pierre Renier Eugène Ulrix (Tongeren, 3 december 1876 – Tongeren, 14 mei 1936) was een romanist en hoogleraar Romaanse talen en Latijn aan de universiteit van Gent.

## Levensloop
Ulrix studeerde en doctoreerde in de Romaanse talen aan de universiteit van Luik (tot 1899). Hij was jaren lang leraar talen in het middelbaar onderwijs. Dit deed hij achtereenvolgens in Dinant (1901), Bergen 1902), Oostende (1902), Brugge (1903-1919) en in zijn geboortestad Tongeren (1919 tot 1923). Naast zijn lessen deed hij opzoekingswerk over de Franse taal, waarover hij dan publiceerde.
Van 1923-1925 was hij docent volkslatijn aan de universiteit van Luik. 
Vanaf 1925 was Ulrix docent en vanaf 1929 hoogleraar aan de universiteit van Gent. In Gent doceerde hij meerdere cursussen. Hieronder vielen onder meer Romaanse talen; Franse literatuur en verklaring van Franse teksten, Latijnse literatuur; volkslatijn en middeleeuws Latijn; Waalse dialectologie; encyclopedie van de Romaanse filologie. Van 1931-1932 was hij decaan van de Faculteit Letteren en Wijsbegeerte. Hij interesseerde zich in het onderwijs van de Franse taal aan de middelbare scholen. Hij zocht wetenschappelijke gronden om het Frans onderwijs te ondersteunen. Daarnaast ging zijn interesse naar de toponymie van plaatsen in zijn geboortestreek van Tongeren. Ook publiceerde hij over Germaanse invloeden in het Frans en in Romaanse talen in het algemeen.

## Werken
- Bibliographie de l’histoire de Tongres (1902), samen met Ch. Van den Haute
- Les rues de Tongres à travers les siècles (1904); alsook talrijke kleinere publicaties over Tongeren.
- Germaansche Elementen in de Romaansche Talen, Proeve van een germaansch-romaansch Woordenboek (1905)[3]
- Glossaire Toponymique de la ville de Tongres et de sa franchise (1907), samen met J. Paquay
- Grammaire classique de la langue Française contemporaine (1910)
- Over Taalgeographie (1913)
- Zuidlimburgsche Plaatsnamen (1932), samen met J. Paquay.[4]

- Digitale Bibliotheek voor de Nederlandse Letteren: ulri002
- Gemeinsame Normdatei: 105519858X
- International Standard Name Identifier: 0000 0000 7971 5981
- Library of Congress Control Number: no2010102195
- Nederlandse Thesaurus van Auteursnamen: 073515906
- Système universitaire de documentation: 130528560
- Virtual International Authority File: 20047128
- WorldCat: E39PBJfx83yDJjdkPBDbjhYXVC